# Оукхејвен (Арканзас)
Оукхејвен (енгл. Oakhaven) град је у америчкој савезној држави Арканзас.

## Демографија
По попису из 2010. године број становника је 63, што је 9 (16,7%) становника више него 2000. године.
| Група             | 2000.      | 2010.      |
| Белци             | 49 (90,7%) | 61 (96,8%) |
| Афроамериканци    | 0 (0,0%)   | 0 (0,0%)   |
| Азијати           | 0 (0,0%)   | 2 (3,2%)   |
| Хиспаноамериканци | 1 (1,9%)   | 0 (0,0%)   |
| Укупно            | 54         | 63         |